# هوارد تشارلز
هوارد تشارلز (بالإنجليزية: Howard Charles)‏ هو ممثل بريطاني، ولد في 6 سبتمبر 1983 بلندن في المملكة المتحدة.

## وصلات خارجية
- هوارد تشارلز على موقع IMDb (الإنجليزية)
- هوارد تشارلز على موقع ألو سيني (الفرنسية)
- هوارد تشارلز على موقع قاعدة بيانات الفيلم (الإنجليزية)
- هوارد تشارلز على موقع كينوبويسك (الروسية)